# Відносини Сербія — НАТО
Сербія є одним з нових членів програми Партнерства заради миру (ПЗМ), приєдналася в грудні 2006 року і підтримує розвиток демократичних, інституційних та оборонних реформ, це є ключовими напрямками співпраці. Сербія погодила свою першу програму індивідуального партнерства (ІПП) з НАТО в 2009 році, в якому викладаються пріоритети для співпраці з НАТО.

Члени і партнери НАТО в Європі
Члени НАТО
План дій щодо членства
Індивідуальний партнерський план
Партнерство заради миру

Документ про ПЗМ був представлений в штаб квартирі НАТО у вересні 2007 року. Сербія вказує на її намір стати активним учасником Партнерства заради миру. Альянс готовий і далі розвивати амбітні відносини з Сербією, і у повній мірі використовуючи її членство у ПЗМ. Як очікується Сербія, в повній мірі має співпрацювати з Міжнародним кримінальним трибуналом по колишній Югославії.
Косово є, звичайно, ключовою темою в діалозі НАТО з Сербією. Альянс провів військову інтервенцію на початку 1999 року, щоб покласти край етнічній репресії в Косово. Згодом розгортання в Косово під керівництвом НАТО миротворчих сил, з метою забезпечити спокійну і безпечну обстановку і сприяти відновленню регіону. Миротворчі сили мають вирішальне значення для забезпечення безпеки в Косово і залишаються в Косово на основі резолюції 1244 Ради Безпеки Організації Об'єднаних Націй, щоб забезпечити спокійну і безпечну обстановку, в тому числі свободи пересування для всіх людей, поки Рада Безпеки ООН не прийме іншого рішення.

## Рамки співробітництва
Сербія підписала перший документ з Індивідуальної програми партнерства (ІПП) в НАТО на початку 2009 року. В документі зазначенні області співробітництва і конкретні заходи, які мають бути реалізовані, а також заходи в яких Сербія бажає брати участь і які спільно погоджені з НАТО.
Сербія ще задовго до офіційного підписаного договору співпрацювала з Союзниками, на основі військово-технічної угоди між КФОР та сербськими збройними силами (Куманова угода) в 1999. Сербія провела навчання та військові реформи які запропонували в Альянсі, і військовослужбовці та цивільні особи були допущені до участі в ряді ПЗМ курсів.
Сербія розглядає можливість створення диппредставництва в штаб-квартирі НАТО, а також відділення зв'язку з Штабом Верховного головнокомандувача об'єднаних збройних сил НАТО в Європі. У жовтні 2008 року в Белграді влада Сербії підписала угоду про спільне використання секретної інформації з союзниками та іншими партнерами.

## Основні напрямки співробітництва

### Співпраця в галузі безпеки
У липні 2005 року країна підписала угоду про транзит з НАТО, щоб дозволити союзним військам, службовим частинам проходити через територію Сербії. Подібні домовленості є між НАТО та іншими країнами і за межами Європи. Договір також передбачає створення Бюро по військових зв'язках в Белграді. Засноване в грудні 2006 року, цей офіс підтримує зв'язок з сербськими військовим керівництвом на практичних аспектах реалізації транзитної угоди, в цілях поліпшення логістичного потенціалу через Сербію для союзних контингентів в Косово.
Альянс і Сербія разом працювали в 2000 і 2001 роках над припиненням насильства і пошуком рішення в південній Сербії, де більшість населення є етнічні албанці. В результаті, Альянс розробив зону безпеки, яка була створена по обидві сторони кордону між Сербією і Косово в кінці кампанії в Косово. Протягом багатьох років, СДК і сербські військові також створили хороші і тісні відносини. Сербія прагне збільшити співпрацю в області безпеки в рамках ПЗМ.
15 червня 2011 року — Після конференції стратегічних військових партнерів в Сербії голова Військового комітету НАТО адмірал Джампаоло ді Паола під час офіційного візиту зустрівся з міністром оборони Сербії паном Драганом Шутановацем, помічником міністра з політики безпеки паном Зораном і начальником генерального штабу генералом Міло Мілетича. Переговори в основному були зосереджені на розвитку умов безпеки на Балканах, досягненнях в галузі військового співробітництва між НАТО і Сербією, а також на реформі сербських збройних сил. В контексті партнерства особлива увага була приділена Індивідуальному плану дій партнерства, який був затверджений Північноатлантичною радою і який є важливим кроком вперед у відносинах між НАТО і Сербією і сприяє глибшому політичному діалогу та практичному співробітництву. Адмірал Ді Паола і статс-секретар міністерства оборони Сербії професор Таня Мішчевіч взяли участь у круглому столі, присвяченому темам «НАТО в нових умовах безпеки» і «Військова реформа в Сербії в світлі сучасних викликів безпеці», організованому Белградським центром політики безпеки. Після цього адмірал Ді Паола докладно розповів слухачам академії генерального штабу сухопутних військ Сербії про нові загрози безпеці та їх все більш глобальному і непередбачуваному характері. Відзначаючи успішно організовану Сербією конференцію стратегічних військових партнерів і прогрес у військовій співпраці з НАТО, голова Військового комітету підкреслив: «Ключове слово — гнучкість, тому що ситуація змінюється занадто швидко, щоб залишатися в полоні шаблонів минулого. Тільки гнучкість і спільний підхід до безпеки можуть допомогти нам — союзникам і партнерам — продовжувати відповідати стратегічному середовищі. Впоратися поодинці зі складними сучасними і майбутніми реаліями неможливо. Тому партнерства є гарантією миру і стабільності на регіональному рівні».

### Захист і реформа сектора безпеки
Оборона і правоохоронної систем є основними елементами співробітництва. В лютому 2006 року була створена спеціальна група, яка на меті має консультувати та допомагати сербській владі, з реформами і модернізацією збройних сил Сербії, і допомогти побудувати сучасну, доступну і демократичну, і контрольовану структуру оборони. Сербія також приєдналися до планування та аналізу ПЗМ (ППА) в 2007 році.
Альянс в цілому та окремі союзники мають значний досвід, який Сербія може черпати в цій області. Важливим пріоритетом будуть спільна робота, яка має на меті встановити повний демократичний контроль над збройними силами.
Бюро по зв'язках НАТО в Белграді був відкритий в грудні 2006 року, щоб підтримати реалізацію транзитного угоди НАТО і Сербії. Він також підтримує роботу з Сербією з питань військової реформи. Управління військового зв'язку також сприяє сербським військовим у діяльності в рамках Партнерства заради миру і надає допомогу у діяльності з громадою в регіоні.
Союзники підтримали ряд проєктів ПЗМ Цільового фонду НАТО в Сербії. Вони включають в себе проєкт з безпечного знищення протипіхотних мін та боєприпасів. Проєкт, який завершився в червні 2007 року, на чолі з Канадою та Австрією. В даний час, Норвегія є керівником проєкту Цільового фонду, який спеціалізується в розробці альтернативних джерел засобів для колишніх членів сербських збройних сил.

### Наука і довкілля
В рамках програми «Наука заради миру і безпеки», Сербія отримала гранти для низки спільних проєктів. Проєкти включають в себе сейсмічні дослідження щодо зниження ризику небезпечних явищ, а також в регіональній співпраці та семінари по боротьбі з тероризмом.

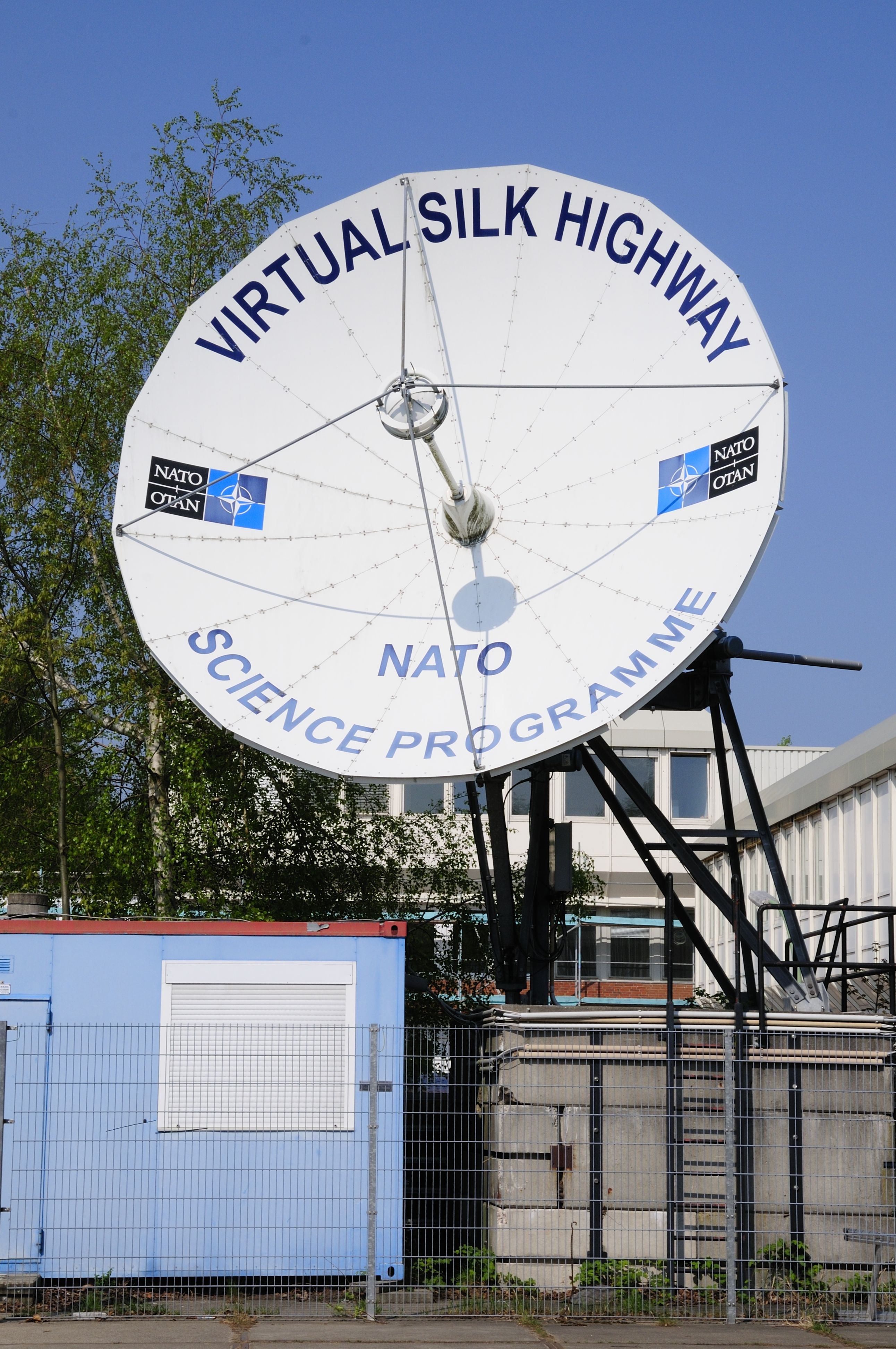
Програма «Наука заради миру» супутникова тарілка «Віртуальний шовковий шлях» DESY

Сербія і НАТО спрямовані на підвищення наукового співробітництва. Основні напрямки розвитку може бути подальші питання регіональної безпеки та екологічні ініціативи.

## Співпраця з Міжнародним трибуналом
Під час Ризького саміту у 2006 році, Генеральний секретар наголосив на тому, що НАТО очікує від Боснії та Герцеговини і від Сербії виконання їх зобов'язань перед Міжнародним трибуналом з колишньої Югославії.
«Приєднання до Партнерства заради миру не означає, що вже немає потреби у повній співпраці з Гаазьким трибуналом, повної співпраці з Міжнародним трибуналом з колишньої Югославії», — сказав він.
Після приєднання нових країн, в програмі НАТО «Партнерство заради миру» беруть участь 23 країни.

## Еволюція відносин
Відносини з Сербією постійно поліпшуються починаючи з кризи в Косово. У 2001 році союзники працювали з новим демократичним урядом Федеративної Республіки Югославії з метою попередження насильства в південній частині Сербії.
У 2003 році Белград офіційно подав заявку на вступ до Партнерство заради миру (ПЗМ). Союзники запросили Сербію приєднатися до ПЗМ в листопаді 2006 року під час Ризького саміту.
Президент Сербії Борис Тадич описав приєднання Сербії до програми як «кінець ізоляції.» «Ми збираємось принести цінності НАТО і Європейського Союзу до нашого регіону», — додав він. Країна офіційно приєдналася до Партнерства в грудні того ж року і союзники відкрили нове Управління військового зв'язку в Белграді.